# Kósztasz Kapitanísz
Kósztasz Kapitanísz (görögül: Κώστας Καπιτανής, a nemzetközi sajtóban Costas Kapitanis; Lárnaka, 1964. május 21. –) ciprusi nemzetközi labdarúgó-játékvezető.

## Pályafutása

### Nemzeti játékvezetés
1994-ben lett hazája legfelső szintű labdarúgó-bajnokságának játékvezetője. Az aktív nemzeti játékvezetéstől 2009-ben vonult vissza.

### Nemzetközi játékvezetés
A Ciprusi labdarúgó-szövetség Játékvezető Bizottsága (JB) terjesztette fel nemzetközi játékvezetőnek, a Nemzetközi Labdarúgó-szövetség (FIFA) 1996-tól tartotta nyilván bírói keretében. Több nemzetek közötti válogatott és klubmérkőzést vezetett. UEFA besorolás szerint a „mester” kategóriába tevékenykedik. A ciprusi nemzetközi játékvezetők rangsorában, a világbajnokság-Európa-bajnokság sorrendjében  az 1. helyet foglalja el 11 találkozó szolgálatával. Az aktív nemzetközi játékvezetéstől 2009-ben a FIFA 45 éves korhatárát elérve búcsúzott. Nemzetközi mérkőzéseinek száma: 48. Válogatott mérkőzéseinek száma: 29.

#### Világbajnokság

##### U17-es labdarúgó-világbajnokság
Új-Zéland rendezte a 8., az 1999-es U17-es labdarúgó-világbajnokságot, ahol a FIFA JB bíróként alkalmazta.
| Időpont            | Helyszín                        | Mérkőzés típusa              | Mérkőzés          | Eredmény | Nézők száma |
| ------------------ | ------------------------------- | ---------------------------- | ----------------- | -------- | ----------- |
| 1999. november 13. | North Harbour Stadion, Auckland | csoportmérkőzés (A. csoport) | Új-Zéland–Uruguay | 0 : 5    | 10 265      |
| 1999. november 17. | Carisbrook Stadion, Dunedin     | csoportmérkőzés (D. csoport) | Katar–Jamaica     | 4 : 0    | 2 180       |
| 1999. november 24. | North Harbour Stadion, Auckland | egyik elődöntő               | Ghána–Brazília    | 2 : 2    | 12 451      |

---
Három világbajnoki döntőhöz vezető úton Dél-Koreába és Japánba a XVII., a 2002-es labdarúgó-világbajnokságra, Németországba a XVIII., a 2006-os labdarúgó-világbajnokságra, illetve Dél-Afrikába a XIX., a 2010-es labdarúgó-világbajnokságra a FIFA JB bíróként alkalmazta.

##### 2002-es labdarúgó-világbajnokság

###### Selejtező mérkőzés
| Időpont           | Helyszín                     | Mérkőzés típusa           | Mérkőzés               | Eredmény | Nézők száma |
| ----------------- | ---------------------------- | ------------------------- | ---------------------- | -------- | ----------- |
| 2000. október 7.  | Hardturm Stadion, Zürich     | előselejtező (1. csoport) | Svájc–Feröer-szigetek  | 5 : 1    | 9 500       |
| 2001. március 28. | Spartak Stadion, Nagyszombat | előselejtező (4. csoport) | Szlovákia–Azerbajdzsán | 3 : 1    | 7 997       |

##### 2006-os labdarúgó-világbajnokság

###### Selejtező mérkőzés
| Időpont           | Helyszín                 | Mérkőzés típusa           | Mérkőzés           | Eredmény | Nézők száma |
| ----------------- | ------------------------ | ------------------------- | ------------------ | -------- | ----------- |
| 2005. március 30. | Maksimir Stadion, Zágráb | előselejtező (8. csoport) | Horvátország–Málta | 3 : 0    | 15 510      |

##### 2010-es labdarúgó-világbajnokság

###### Selejtező mérkőzés
| Időpont           | Helyszín                             | Mérkőzés típusa           | Mérkőzés                 | Eredmény | Nézők száma |
| ----------------- | ------------------------------------ | ------------------------- | ------------------------ | -------- | ----------- |
| 2008. október 15. | S Darius & S Girenas Stadion, Kaunas | előselejtező (7. csoport) | Litvánia–Feröer-szigetek | 1 : 0    | 5 000       |
| 2009. október 10. | Crvena zvezda Stadion, Belgrád       | előselejtező (7. csoport) | Szerbia–Románia          | 5 : 0    | 39 839      |

#### Európa-bajnokság
Három európai-labdarúgó torna döntőjéhez vezető úton Belgiumba és Hollandiába a XI., a 2000-es labdarúgó-Európa-bajnokságra, Portugáliába a XII., a 2004-es labdarúgó-Európa-bajnokságra, valamint Ausztriába és Svájcba a XIII., a 2008-as labdarúgó-Európa-bajnokságra az UEFA JB  JB játékvezetőként foglalkoztatta.

##### 2000-es labdarúgó-Európa-bajnokság

###### Selejtező mérkőzés
| Időpont           | Helyszín                    | Mérkőzés típusa           | Mérkőzés                   | Eredmény | Nézők száma |
| ----------------- | --------------------------- | ------------------------- | -------------------------- | -------- | ----------- |
| 1998. október 14. | Pittodrie Stadion, Aberdeen | előselejtező (9. csoport) | Skócia–Feröer-szigetek     | 2 : 1    | 18 517      |
| 1999. március 27. | Üllői úti Stadion, BUdapest | előselejtező (7. csoport) | Magyarország–Liechtenstein | 5 : 0    | 9 534       |

##### 2004-es labdarúgó-Európa-bajnokság

###### Selejtező mérkőzés
| Időpont              | Helyszín                         | Mérkőzés típusa           | Mérkőzés                      | Eredmény | Nézők száma |
| -------------------- | -------------------------------- | ------------------------- | ----------------------------- | -------- | ----------- |
| 2003. szeptember 10. | Josy Barthel Stadion, Luxembourg | előselejtező (2. csoport) | Luxemburg–Bosznia-Hercegovina | 0 : 1    | 3 425       |

##### 2008-as labdarúgó-Európa-bajnokság

###### Selejtező mérkőzés
| Időpont             | Helyszín                       | Mérkőzés típusa           | Mérkőzés                         | Eredmény | Nézők száma |
| ------------------- | ------------------------------ | ------------------------- | -------------------------------- | -------- | ----------- |
| 2006. szeptember 6. | Bilino Polje Stadion, Zenica   | előselejtező (C. csoport) | Bosznia-Hercegovina–Magyarország | 1 : 3    | 13 000      |
| 2007. június 2.     | Tofik Bahramov Stadion, Baku   | előselejtező (A. csoport) | Azerbajdzsán–Lengyelország       | 1 : 3    | 4 500       |
| 2007. október 13.   | Roi Baudouin Stadion, Brüsszel | előselejtező (A. csoport) | Belgium–Finnország               | 0 : 0    | 4 100       |

#### Nemzetközi kupamérkőzések

##### UEFA-bajnokok ligája
| Időpont              | Helyszín                          | Mérkőzés típusa                | Mérkőzés                          | Eredmény |
| -------------------- | --------------------------------- | ------------------------------ | --------------------------------- | -------- |
| 2000. szeptember 14. | Balgarszka Armija Stadion, Szófia | első kör (1. mérkőzés)         | PFK CSZKA Szofija–MTK Budapest FC | 1 : 2    |
| 2002. november 12.   | Mercedes-Benz Arena, Stuttgart    | 32 közé jutásért (2. mérkőzés) | VfB Stuttgart–Ferencvárosi TC     | 2 : 0    |

## Magyar vonatkozás
| Időpont             | Helyszín                     | Mérkőzés típusa          | Mérkőzés                         | Eredmény | Nézők száma |
| ------------------- | ---------------------------- | ------------------------ | -------------------------------- | -------- | ----------- |
| 1999. március 27.   | Üllői úti Stadion, Budapest  | 730. válogatott mérkőzés | Magyarország–Liechtenstein       | 5 : 0    | 9 534       |
| 2004. február 21.   | GSP Stadion, Nicosia         | 781. válogatott mérkőzés | Magyarország–Románia             | 0 : 3    | 1 200       |
| 2006. szeptember 6. | Bilino Polje Stadion, Zenica | 811. válogatott mérkőzés | Bosznia-Hercegovina–Magyarország | 1 : 3    | 13 000      |